# Teatro comunale Angelo Masini
Il teatro comunale Angelo Masini è un teatro di Faenza che ha sede in piazza Nenni, 3. Progettato da Giuseppe Pistocchi e decorato da Felice Giani, incluse le statue e i bassorilievi di Antonio Trentanove, è un capolavoro dell'architettura neoclassica. 

## Storia
Nella seconda metà del XVIII secolo le rappresentazioni teatrali a Faenza si tenevano in una sala del quattrocentesco Palazzo del podestà. Essendo ormai andata in rovina la struttura lignea adibita a teatro, si decise la costruzione di un nuovo edificio. Fu individuata un'area retrostante il palazzo comunale. 
Nel 1780 ebbe così inizio la costruzione del nuovo Teatro, su progetto di Giuseppe Pistocchi, che venne inaugurato nel 1788 con l'opera Cajo Ostilio, che fu replicata trenta volte dal 12 maggio all'inizio di luglio 1788, alternata a due balletti, Castore e Polluce e La forza del bel sesso. Sentiti poi i pareri dell'architetto Filippo Antolini e di Antonio Argnani, nel 1826 venne ripulito e restaurato. Subì in seguito un nuovo restauro a cura dell'ingegner Achille Ubaldini.
Dal 1903 è intitolato al celebre tenore Angelo Masini. 
Negli anni 1984-1990 il Teatro è rimasto chiuso per lavori di ristrutturazione (tra cui l'adeguamento della sala alle normative in materia di sicurezza) che lo hanno riportato all'aspetto originario. I lavori sono stati svolti per conto del comune di Faenza sotto la coordinazione di Luigi Antonio Mazzoni - faentino di nascita e figura di riferimento nell'ambito teatrale in Emilia-Romagna, nonché Presidente nazionale UILT (Unione Italiana Libero Teatro) dal 2008 -, il quale continuò a dirigere l'attività del teatro Masini per i successivi quattro anni.

## Descrizione
Con una capienza di 500 posti, il teatro è dotato di un palco di 20,5 m di larghezza e 11,5 metri di profondità.

### Galleria dei Cento Pacifici
Il vicino Palazzo Manfredi è collegato al teatro tramite la celebre Galleria dei Cento Pacifici, annessa al Ridotto. Venne progettata da Giuseppe Pistocchi nel 1785-86 e decorata integralmente, pareti e volta, da Felice Giani, con la collaborazione del quadraturista bolognese Serafino Barozzi e del riminese Antonio Trentanove per le grandi statue in trompe l'oeil.

## Galleria d'immagini

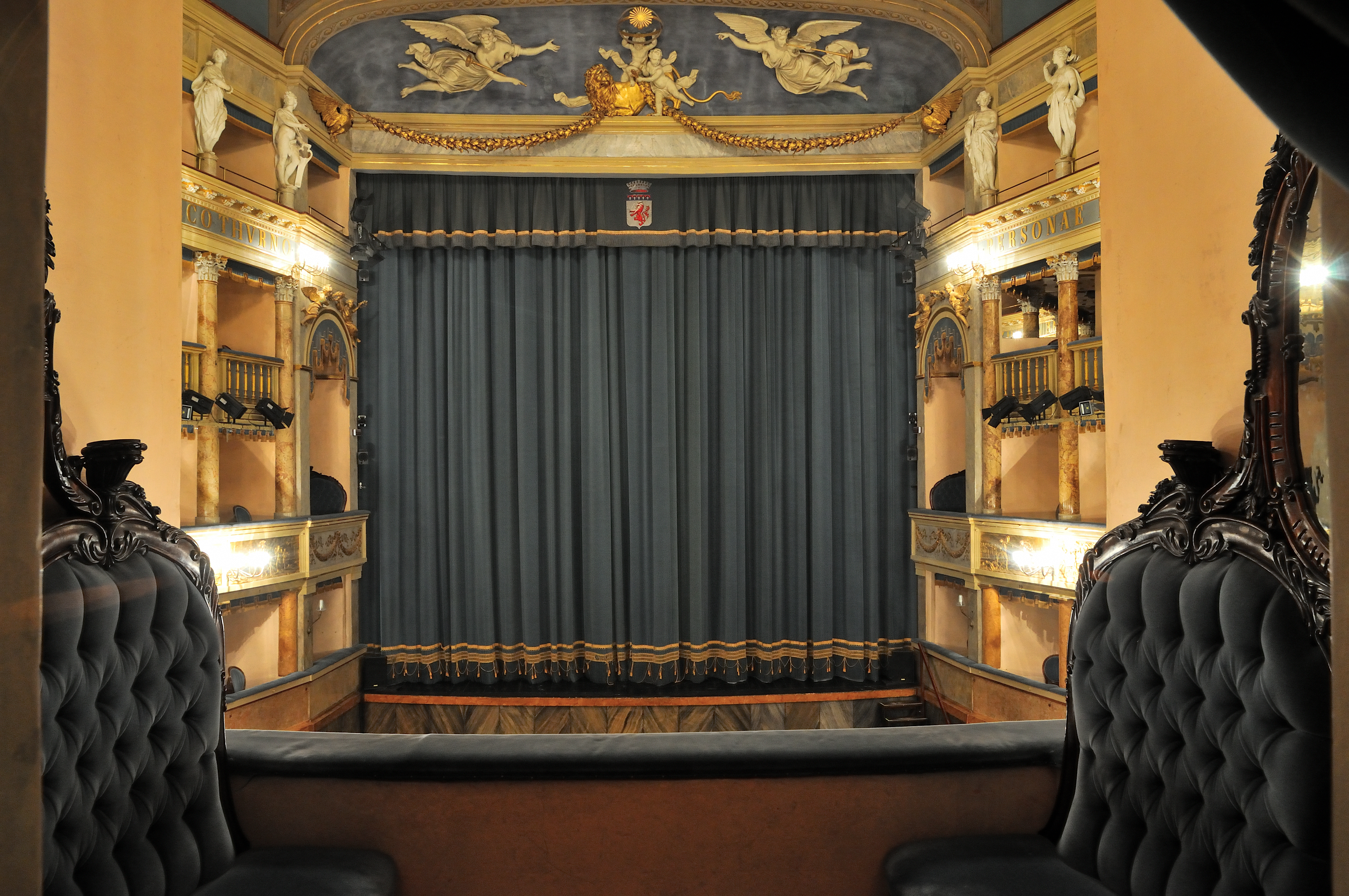
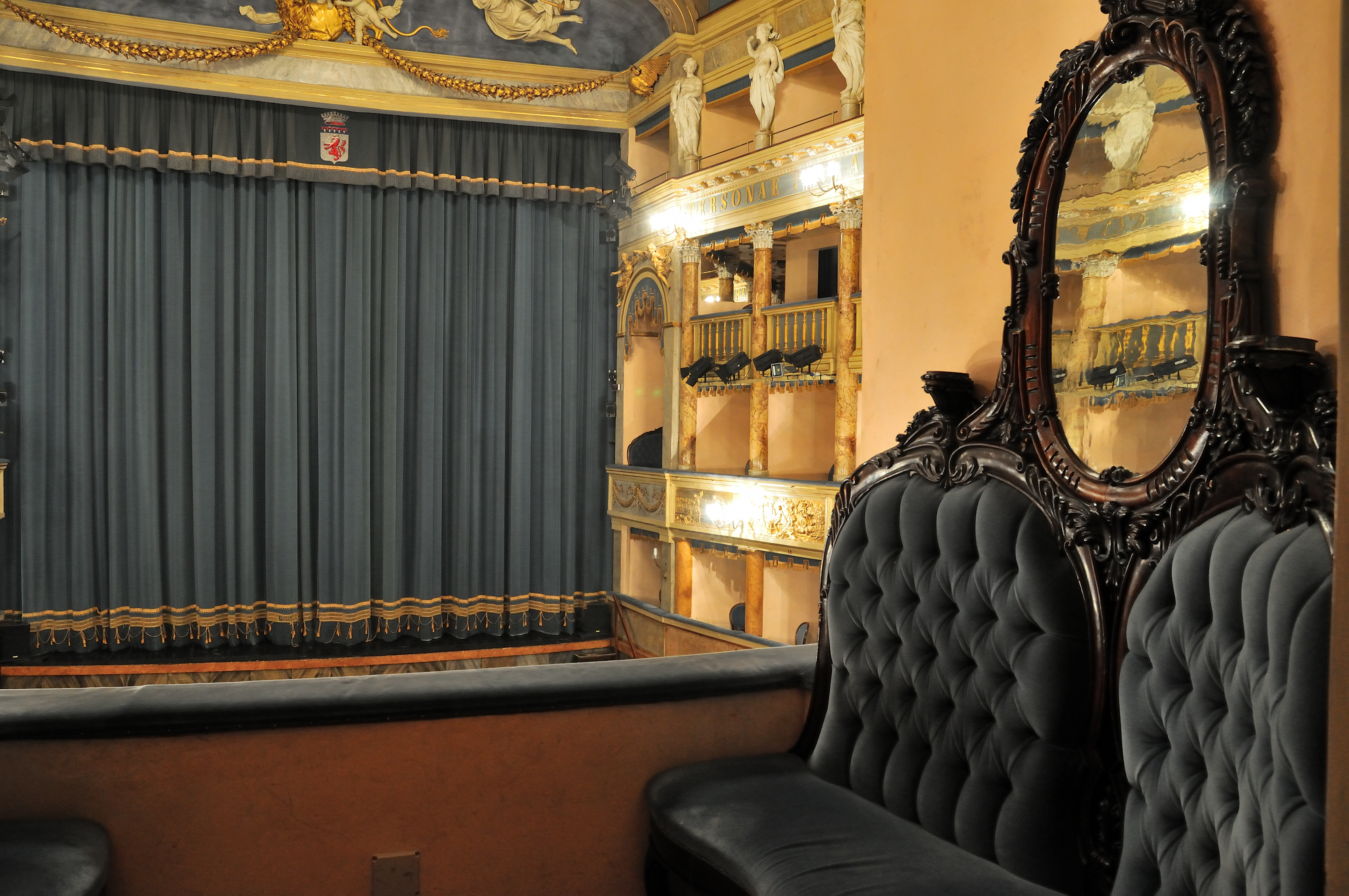
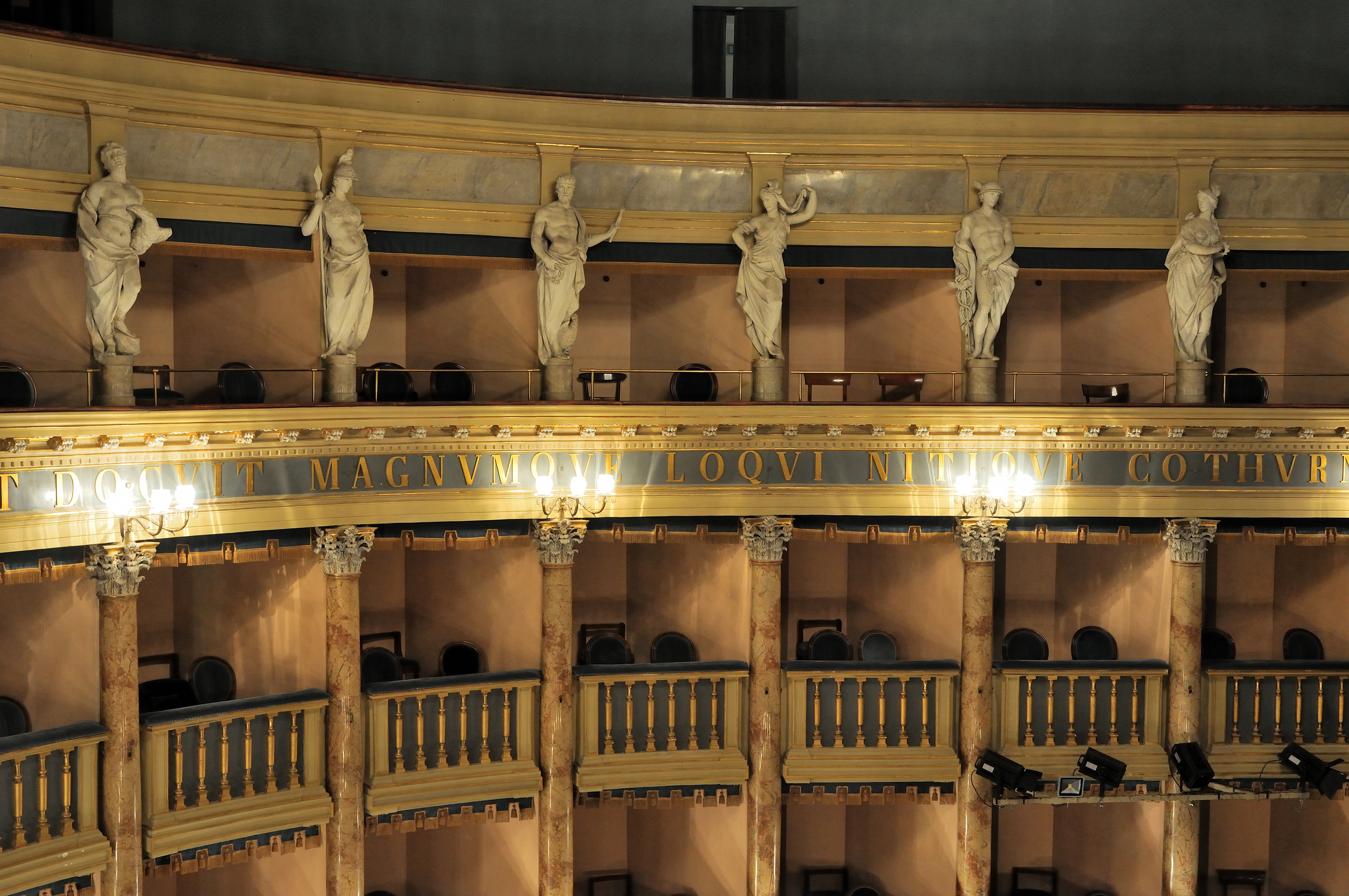
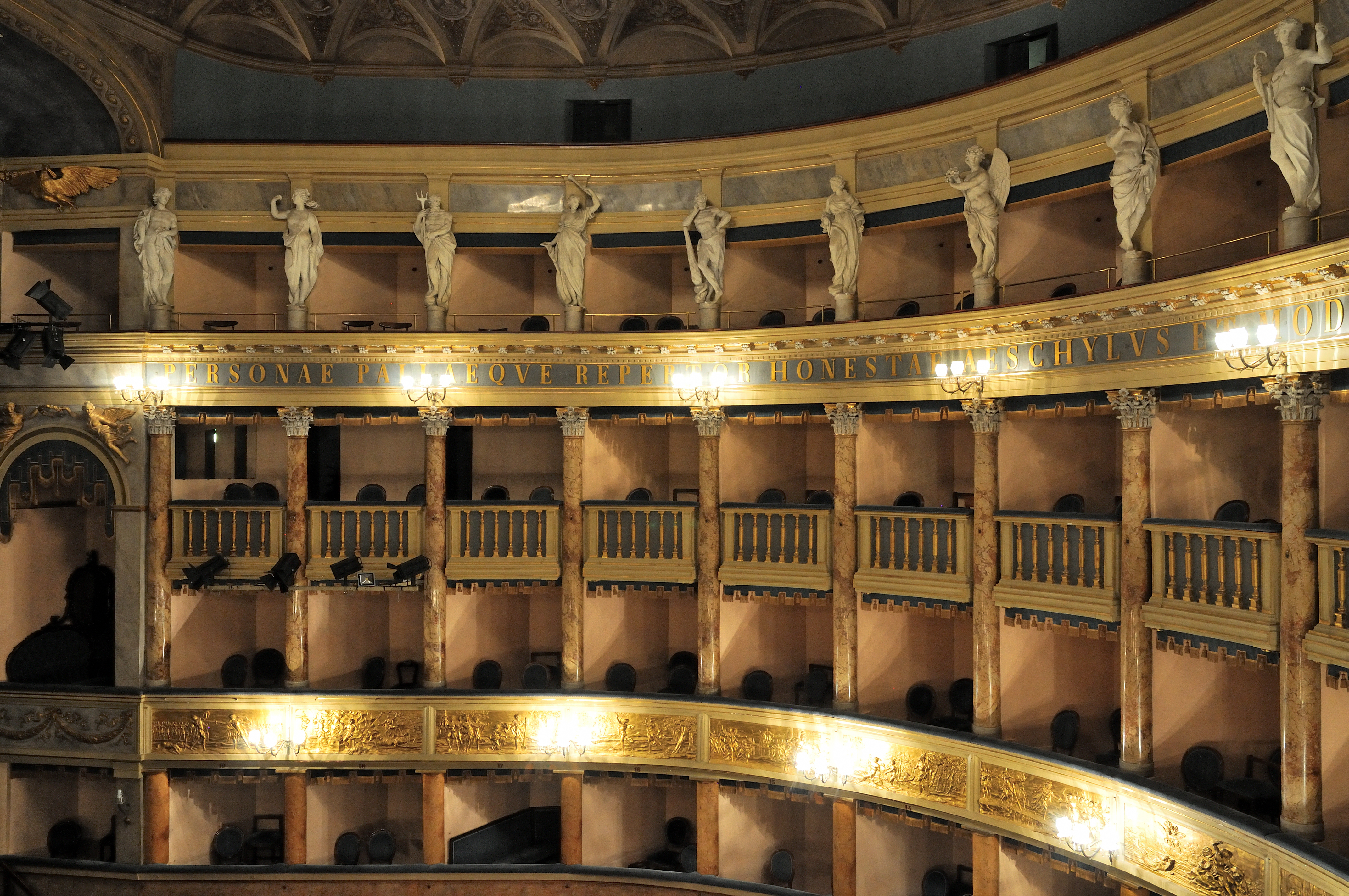
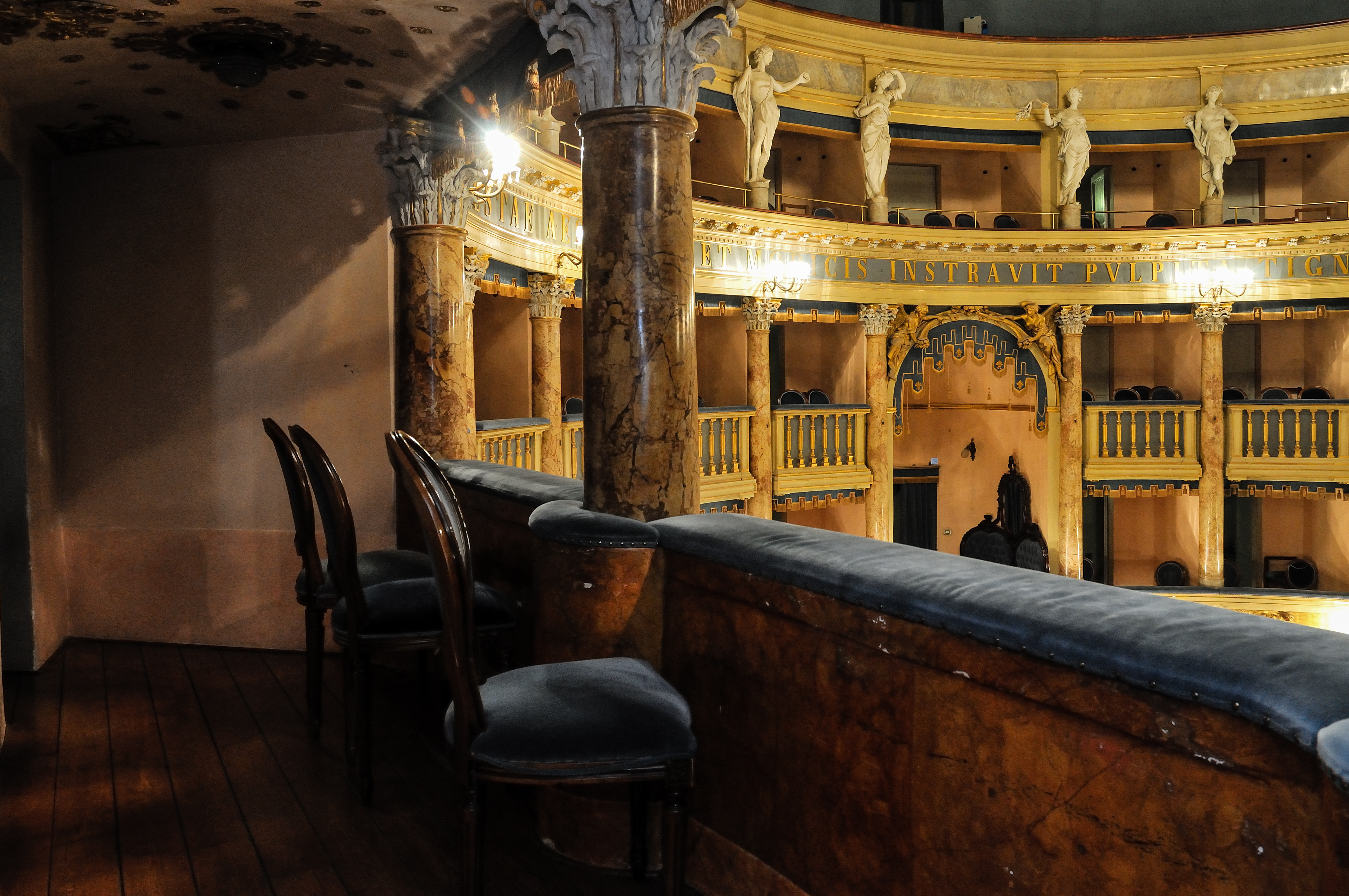
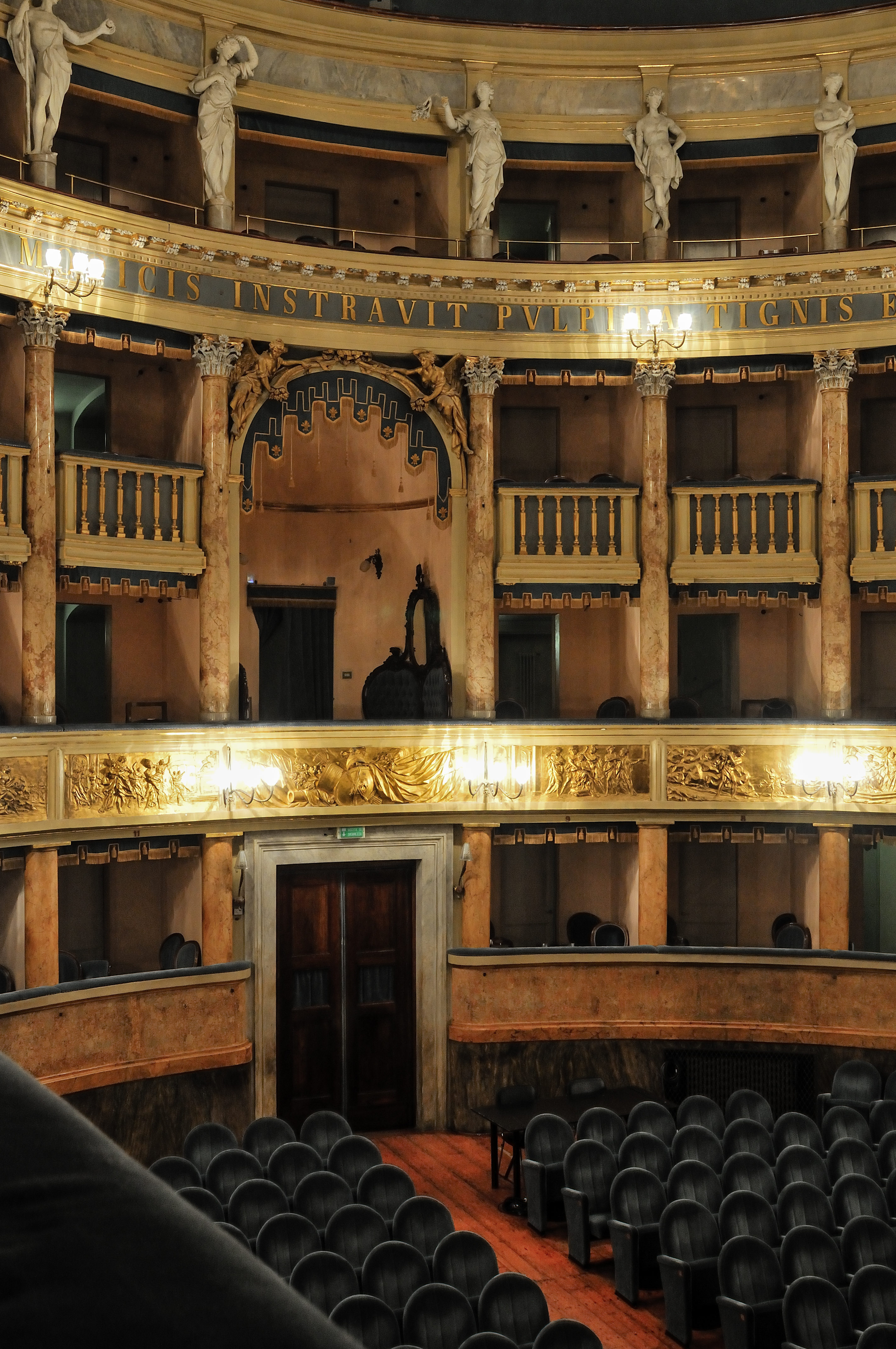
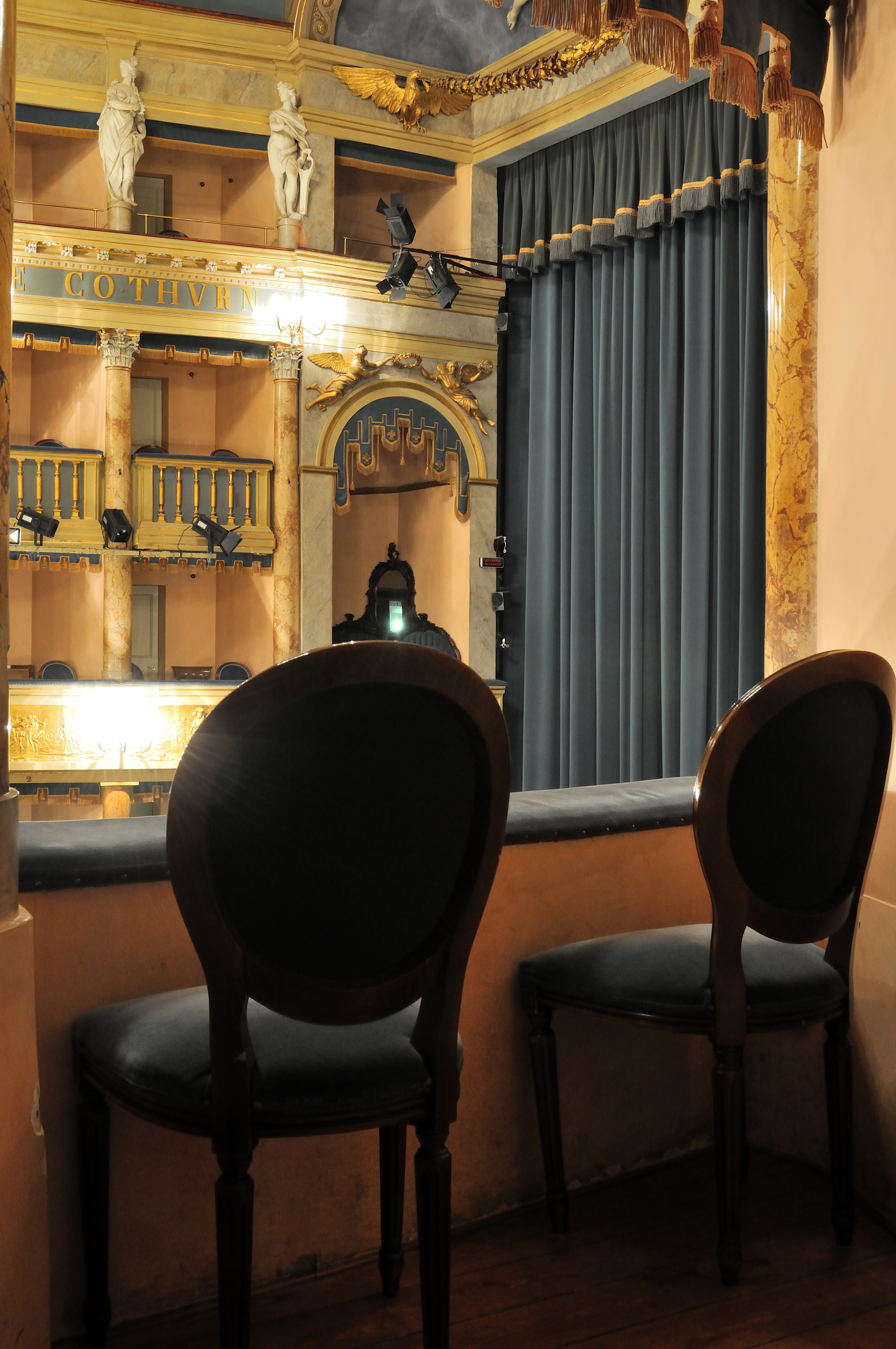
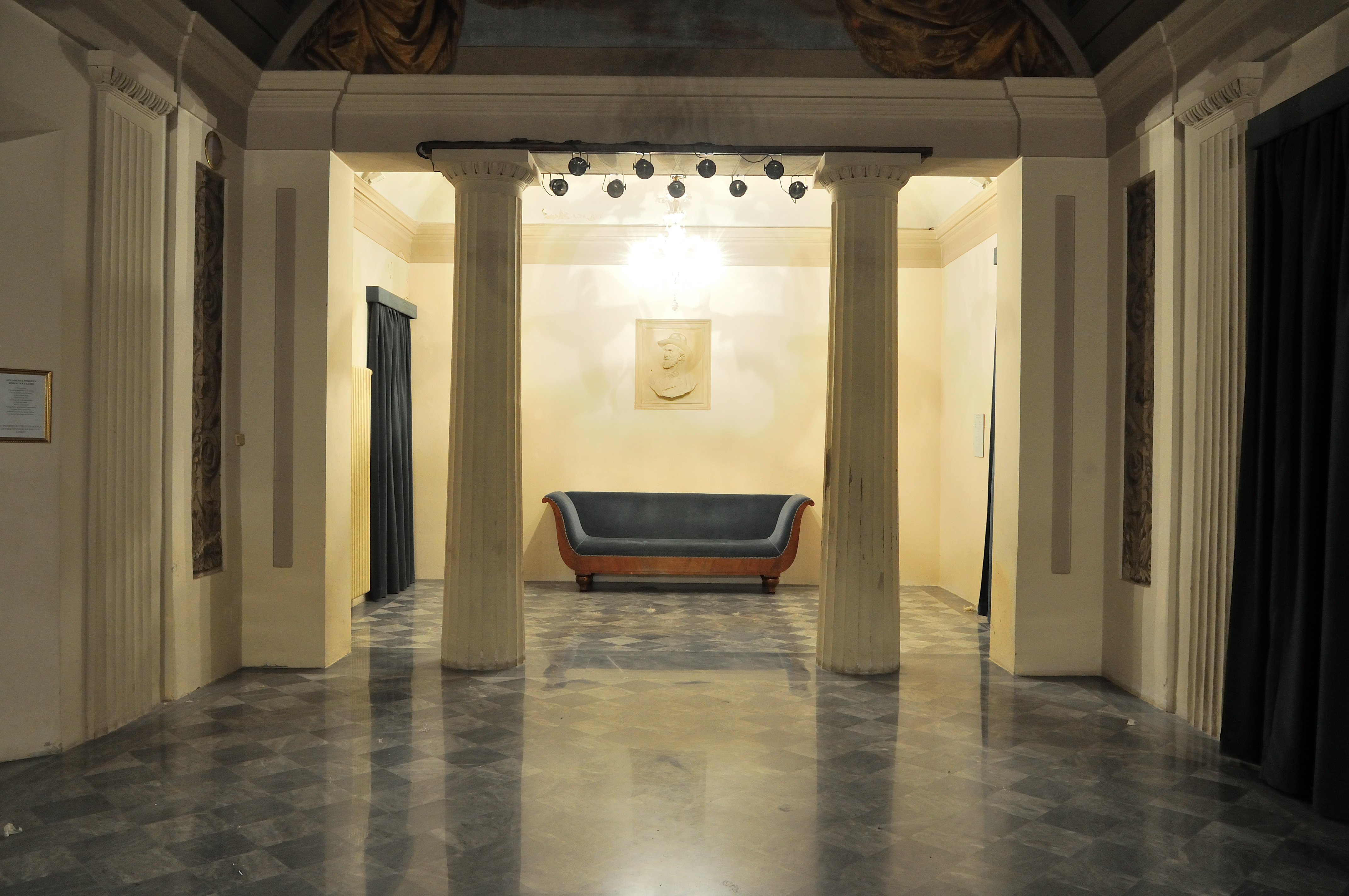
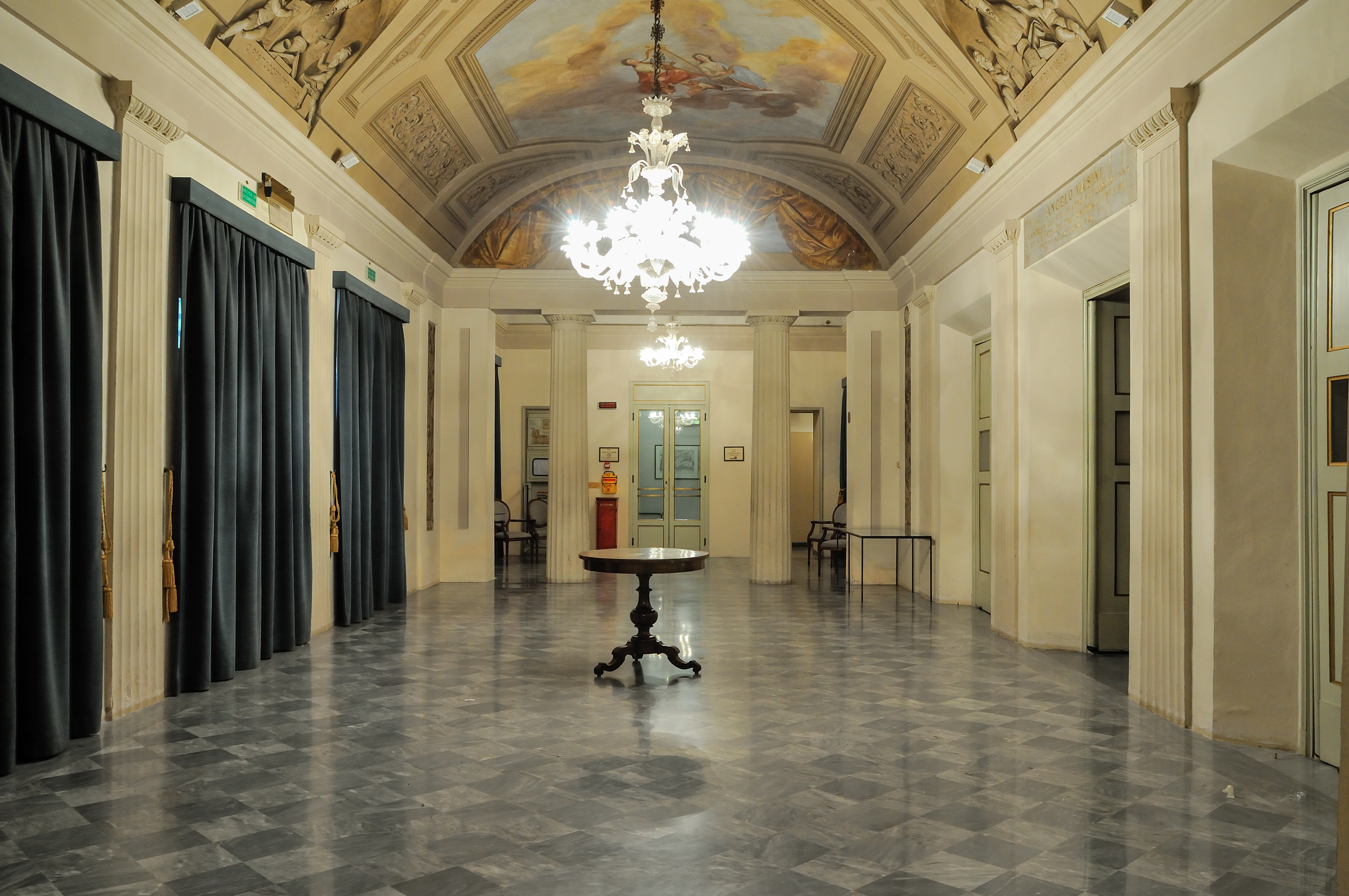
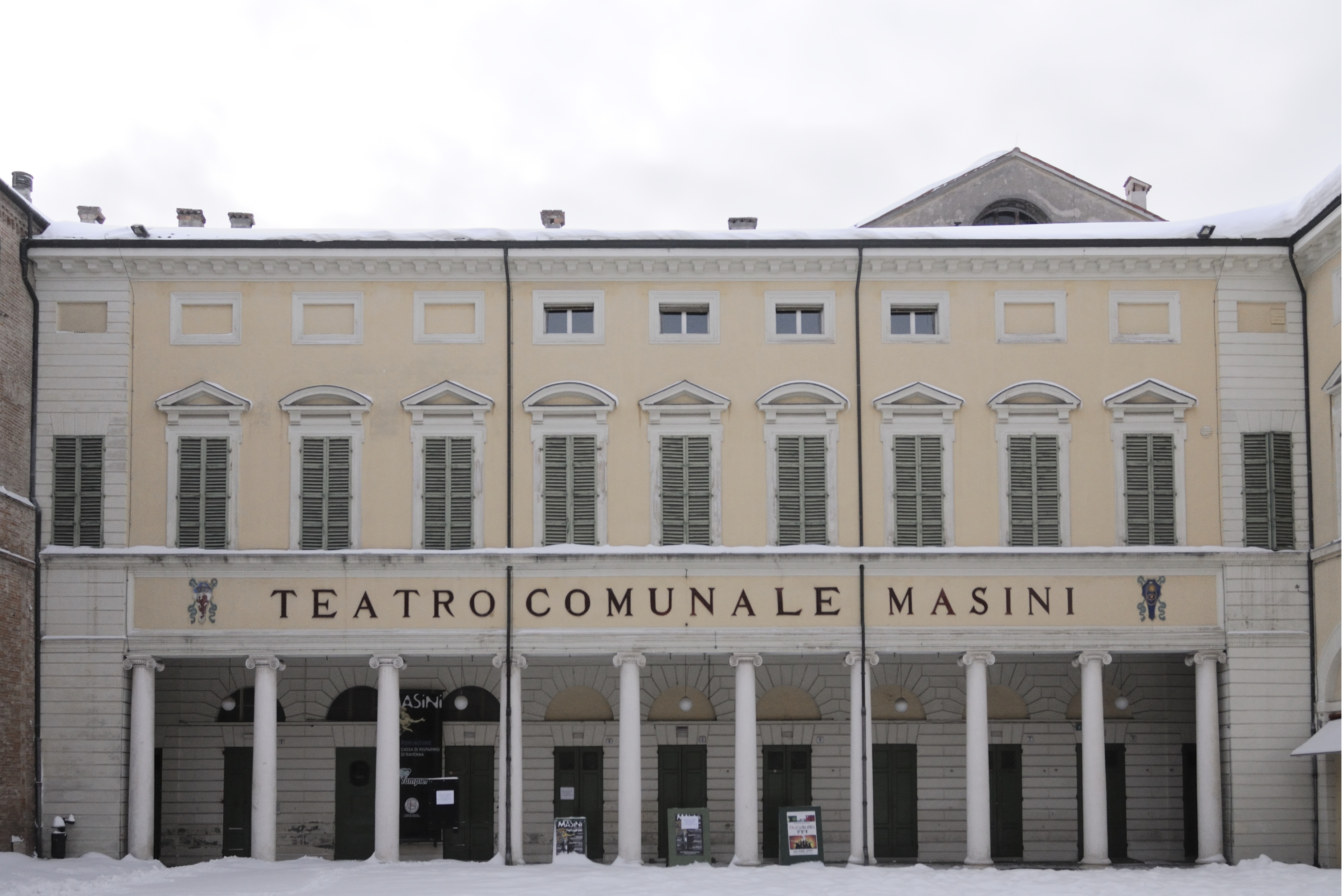